# Statut města
Statut města představuje v České republice a Rakousku základní právní normu statutárního města, v České republice též hlavního města Prahy. V České republice má statut města povahu obecní vyhlášky. V Rakousku se jedná o zemský zákon schvalovaný zemským sněmem pro příslušné statutární město, kde nahrazuje zákon o obcích. 
V ČR je předmětem statutu zejména vymezení samosprávných městských obvodů nebo městských částí a úprava vztahů mezi městem a městskými částmi, tedy svěření působností a majetku města městským částem či obvodům a dozor nad nimi. V té souvislosti obvykle statut stanoví pravidla a podmínky pro některé činnosti, například hospodaření města, správu majetku, územní plánování, projednávání předpisů atd. 

## Obdobné právní normy v zahraničí
Na Slovensku mají statut města (štatút mesta) všechna města bez rozdílu. Vlastní statut zde však na rozdíl od České republiky a Rakouska mají i všechny ostatní obce. Stejně jako na Slovensku je tomu i ve Slovinsku, Srbsku či Itálii. V případě Slovenska, Slovinska i Itálie se jedná o vyhlášky.